# Çukurova Belediyesi Adana Demirspor Kulübü 2022-2023
Questa voce raccoglie le informazioni riguardanti il Çukurova Belediyesi Adana Demirspor Kulübü nelle competizioni ufficiali della stagione 2022-2023.

## Stagione
Il Çukurova Belediyesi Adana Demirspor Kulübü non utilizza alcuna denominazione sponsorizzata nella stagione 2022-23.
Partecipa per la prima volta alla Sultanlar Ligi, classificandosi al nono posto, mentre in Coppa di Turchia non supera la fase a gironi.

## Organigramma societario
Area direttiva
- Presidente: İsmail Özgen

Area tecnica
- Allenatore: Mustafa Uysal
- Allenatore in seconda: Hakan Keçeli
- Assistente allenatore: Mehmet Sazoğlu
- Scoutman: Burak Simit, Kadir Akyıldız

## Rosa
| N° | Nome             | Ruolo | Data di nascita   | Nazionalità sportiva |
| -- | ---------------- | ----- | ----------------- | -------------------- |
| 3  | Burcu Yönder     | P     | 19 gennaio 1997   | Turchia              |
| 5  | Alara Altundağ   | L     | 5 giugno 1994     | Turchia              |
| 6  | Ángela Leyva     | S     | 22 novembre 1996  | Perù                 |
| 7  | Olesja Rychljuk  | O     | 11 dicembre 1987  | Ucraina              |
| 9  | Dilara Bilge     | O     | 20 agosto 1990    | Turchia              |
| 10 | Güldeniz Önal    | S     | 25 marzo 1986     | Turchia              |
| 11 | Şiirsel Altın    | P     | 7 febbraio 1995   | Turchia              |
| 12 | Pınar Eren       | L     | 12 dicembre 1986  | Turchia              |
| 13 | Ceren Domaç      | C     | 16 luglio 1999    | Turchia              |
| 14 | Ceren Çağlar     | C     | 29 novembre 1992  | Turchia              |
| 15 | Selin Uygur      | C     | 18 agosto 1992    | Turchia              |
| 16 | Lucia Bosetti    | S     | 9 luglio 1989     | Italia               |
| 17 | Olena Charčenko  | C     | 25 novembre 1995  | Azerbaigian          |
| 18 | Duygu Düzceler   | P     | 6 aprile 1990     | Turchia              |
| 20 | Katarina Lazović | S     | 12 settembre 1999 | Serbia               |
| 89 | Elif Eriçek      | L     | 16 dicembre 2002  | Turchia              |

## Statistiche

### Statistiche di squadra
| Competizione     | Punti | In casa | In casa | In casa | In trasferta | In trasferta | In trasferta | Totale | Totale | Totale |
| Competizione     | Punti | G       | V       | P       | G            | V            | P            | G      | V      | P      |
| ---------------- | ----- | ------- | ------- | ------- | ------------ | ------------ | ------------ | ------ | ------ | ------ |
| Sultanlar Ligi   | 76    | 13      | 5       | 8       | 13           | 5            | 8            | 26     | 10     | 16     |
| Coppa di Turchia | 0     | 0       | 0       | 0       | 0            | 0            | 0            | 3      | 0      | 3      |
| Totale           | -     | 13      | 5       | 8       | 13           | 5            | 8            | 29     | 10     | 19     |

G = partite giocate; V = partite vinte; P = partite perse

### Statistiche dei giocatori
| Giocatore    | Campionato | Campionato | Campionato | Campionato | Campionato | Coppa di Turchia | Coppa di Turchia | Coppa di Turchia | Coppa di Turchia | Coppa di Turchia | Totale | Totale | Totale | Totale | Totale |
| Giocatore    | P          | PT         | AV         | MV         | BV         | P                | PT               | AV               | MV               | BV               | P      | PT     | AV     | MV     | BV     |
| ------------ | ---------- | ---------- | ---------- | ---------- | ---------- | ---------------- | ---------------- | ---------------- | ---------------- | ---------------- | ------ | ------ | ------ | ------ | ------ |
| Ş. Altın     | 6          | 0          | 0          | 0          | 0          | -                | -                | -                | -                | -                | 6      | 0      | 0      | 0      | 0      |
| A. Altundağ  | 12         | 0          | 0          | 0          | 0          | 2                | 0                | 0                | 0                | 0                | 14     | 0      | 0      | 0      | 0      |
| D. Bilge     | 20         | 31         | 27         | 4          | 0          | 2                | 2                | 1                | 1                | 0                | 22     | 33     | 28     | 5      | 0      |
| L. Bosetti   | 21         | 118        | 85         | 26         | 7          | 3                | 25               | 19               | 3                | 3                | 24     | 143    | 104    | 29     | 10     |
| C. Çağlar    | 24         | 83         | 40         | 21         | 22         | 2                | 0                | 0                | 0                | 0                | 26     | 83     | 40     | 21     | 22     |
| O. Charčenko | 15         | 42         | 29         | 13         | 0          | 2                | 3                | 1                | 1                | 1                | 17     | 45     | 30     | 14     | 1      |
| C. Domaç     | 17         | 74         | 45         | 22         | 7          | 3                | 15               | 14               | 1                | 0                | 20     | 89     | 59     | 23     | 7      |
| D. Düzceler  | 24         | 30         | 15         | 4          | 11         | 3                | 2                | 0                | 1                | 1                | 27     | 32     | 15     | 5      | 12     |
| P. Eren      | 21         | 0          | 0          | 0          | 0          | 3                | 0                | 0                | 0                | 0                | 24     | 0      | 0      | 0      | 0      |
| E. Eriçek    | 0          | 0          | 0          | 0          | 0          | 0                | 0                | 0                | 0                | 0                | 0      | 0      | 0      | 0      | 0      |
| K. Lazović   | 9          | 90         | 77         | 6          | 7          | -                | -                | -                | -                | -                | 9      | 90     | 77     | 6      | 7      |
| Á. Leyva     | 20         | 299        | 275        | 12         | 12         | 3                | 23               | 19               | 2                | 2                | 23     | 322    | 294    | 14     | 14     |
| G. Önal      | 17         | 30         | 19         | 0          | 11         | 2                | 3                | 3                | 0                | 0                | 19     | 33     | 22     | 0      | 11     |
| O. Rychljuk  | 24         | 488        | 451        | 23         | 14         | 3                | 38               | 35               | 1                | 2                | 27     | 526    | 486    | 24     | 16     |
| S. Uygur     | 23         | 123        | 78         | 34         | 11         | 3                | 12               | 8                | 3                | 1                | 26     | 135    | 86     | 37     | 12     |
| B. Yönder    | 13         | 5          | 0          | 2          | 3          | 2                | 0                | 0                | 0                | 0                | 15     | 5      | 0      | 2      | 3      |

P = presenze; PT = punti totali; AV = attacchi vincenti; MV = muri vincenti; BV = battute vincenti